# Lithocarpus echinulatus
Lithocarpus echinulatus är en bokväxtart som beskrevs av Engkik Soepadmo. Lithocarpus echinulatus ingår i släktet Lithocarpus och familjen bokväxter. Inga underarter finns listade.